# Relaciones Chad-Estados Unidos
Las relaciones Estados Unidos-Chad son las relaciones diplomáticas entre Estados Unidos y Chad. Según el Informe de liderazgo global de EE. UU. de 2012, el 81% de Chadianos aprueba el liderazgo de EE. UU., con un 18% de desaprobación y un 1% de incertidumbre, la cuarta calificación más alta para cualquier país encuestado en África.

## Misiones estadounidenses
La embajada de Estados Unidos en Yamena, establecida en la independencia de Chad en 1960, se cerró desde el inicio de los intensos combates en la ciudad en 1980 hasta el retiro de las Libia n fuerzas a fines de 1981. Fue reabierto en enero de 1982. La Agencia de los Estados Unidos para el Desarrollo Internacional (USAID) y la Agencia de Información de los Estados Unidos (USIS) reanudó sus actividades en Chad en septiembre de 1983

## Historia
Chad y los Estados Unidos establecieron relaciones diplomáticas el 11 de agosto de 1960.
El interés de los Estados Unidos en Chad aumentó constantemente durante la década de 1980, a medida que la oposición de Estados Unidos al líder libio Muammar Gaddafi se intensificó y la inestabilidad de Chad amenazó con contribuir a la desestabilización regional. Durante los años sesenta y setenta, Estados Unidos y Chad habían mantenido vínculos económicos de un nivel bastante bajo, incluidas las garantías de inversión y la ayuda para proyectos, como la participación del [Cuerpo de Paz]. Sequía a principios de la década de 1970 llevó la ayuda alimentaria y agrícola de los Estados Unidos a áreas remotas, incluidos el suministro de granos, servicios de sanidad animal y asistencia técnica. Otros acuerdos económicos incluyeron la construcción de carreteras en el área del Lago Chad y el desarrollo de comunidades rurales.
Aunque Estados Unidos consideraba a Chad parte de la esfera de influencia de Francia, también brindó un bajo nivel de asistencia militar hasta 1977. La solicitud de 1978 del Presidente Félix Malloum de aumentar la ayuda militar para combatir al [ La insurgencia [FROLINAT]] coincidió con un marcado aumento de la actividad soviética en África, especialmente en Etiopía, y aumentó el envío de armas soviéticas a Libia. Las relaciones de los Estados Unidos con los estados africanos se redefinieron de acuerdo con el nuevo valor estratégico asignado a los aliados africanos, y la política exterior de los Estados Unidos cambió en consecuencia. Así, en la década de 1980, el interés y la participación de los Estados Unidos en Chad aumentaron.

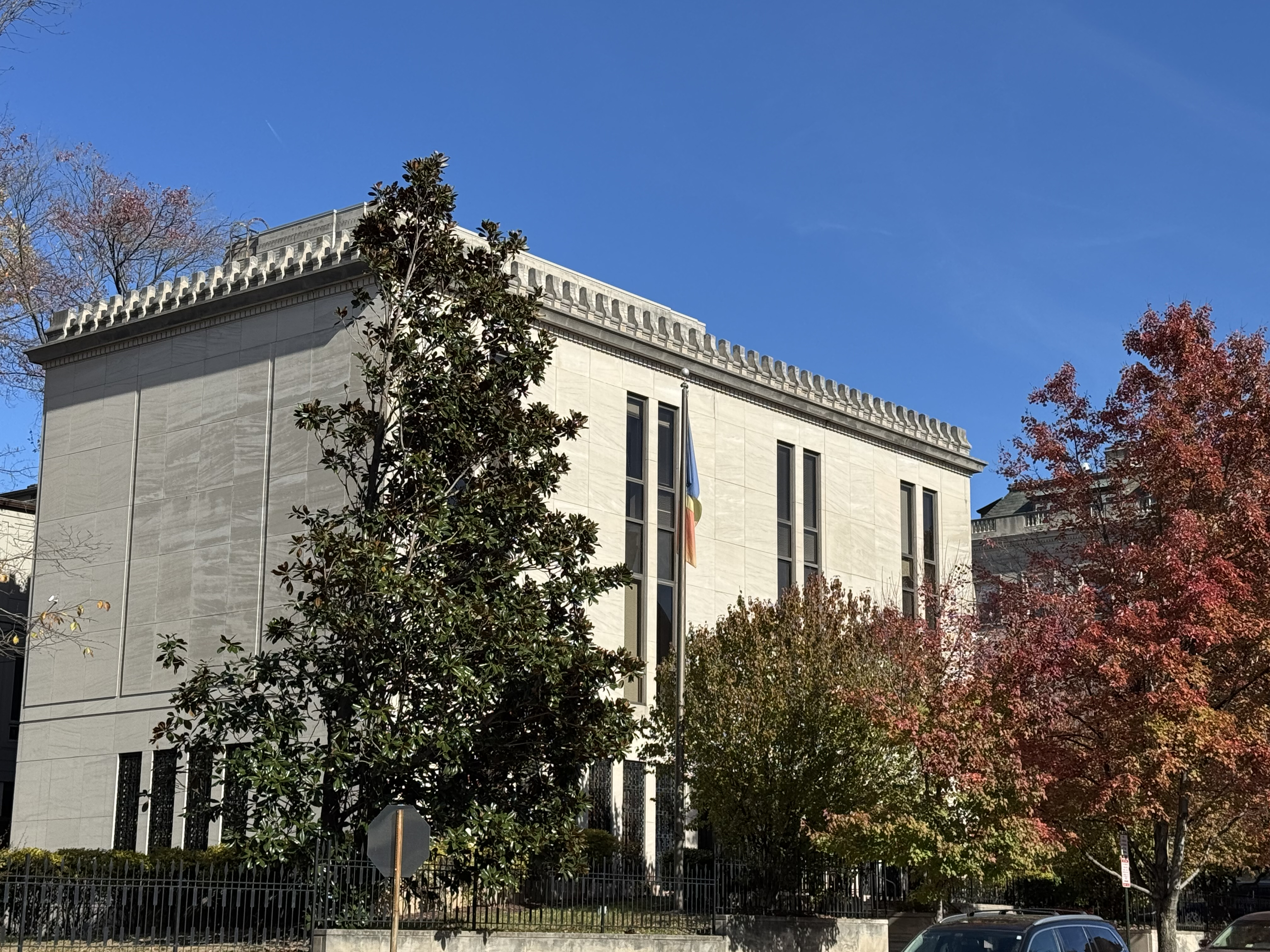
Embajada de Chad en Washington D. C.

Durante un tiempo a principios de la década de 1980, el compromiso de los Estados Unidos con el apoyo militar para Habré fue más entusiasta que el de Francia, que esperaba preservar su relación con Libia. Aunque la ayuda militar y financiera a Habré aumentó, para 1988, los asesores de los Estados Unidos habían comenzado a enfatizar la necesidad de reconciliar a las facciones en guerra y pacificar a los grupos rebeldes dentro de Chad. El apoyo de Estados Unidos a Chad incluyó varios acuerdos de ayuda económica y militar, incluidos programas de capacitación para mejorar la efectividad de la administración de Habré y para reforzar la confianza pública en el gobierno y el intercambio de inteligencia para ayudar a combatir las fuerzas libias en 1987.
Los Estados Unidos tienen relaciones cordiales con el gobierno de Idriss Déby. Chad ha demostrado ser un socio valioso en la guerra contra el terrorismo y en proporcionar refugio a aproximadamente 200,000 refugiados de Sudán Darfur crisis a lo largo de su frontera oriental.
Antes de cerrar permanentemente su misión en Chad en 1995 debido a la disminución de los fondos y las preocupaciones de seguridad, el programa de desarrollo de USAID en Chad se concentró en los sectores agrícola, de salud e infraestructura. También incluía proyectos de reparación y mantenimiento de carreteras, salud materna e infantil, sistemas de alerta temprana para la hambruna y comercialización agrícola. Una serie de agencias voluntarias estadounidenses (en particular Africare y  VITA) continúan operando en Chad. El Cuerpo de Paz ha tenido tradicionalmente una gran presencia en Chad, con voluntarios que llegaron durante la posguerra en septiembre de 1987, y luego se retiraron en 1998. Las operaciones del Cuerpo de Paz se reanudaron en septiembre de 2003, con un grupo de 20 nuevos voluntarios. La segunda clase de 17 voluntarios llegó en septiembre de 2004. Ambos grupos se enfocaron en la enseñanza del inglés; la expansión a otras áreas estaba prevista para 2005. Actualmente, la presencia del Cuerpo de Paz en Chad está inactiva.
En abril de 2007, el subsecretario de Estado de los Estados Unidos John Negroponte visitó Chad a la luz de la Guerra en Darfur.
Chad es un participante en la Iniciativa de contraterrorismo transahariano y coopera con el Ejército de los Estados Unidos en la lucha contra al-Qaeda en el Magreb Islámico (y afiliados) insurgentes.
En abril de 2024, Chad pidió a Estados Unidos que pusiera fin a los acuerdos de cooperación militar entre los dos países.

### Prohibición de viaje
El 24 de septiembre de 2017, Presidente de los Estados Unidos Donald Trump anunció una prohibición de viajar que restringía los viajes de los ciudadanos de Chad a los Estados Unidos, citando el riesgo de terrorismo. Los expertos regionales, incluidos J. Peter Pham del Consejo Atlántico, Monde Muyangwa del Centro Internacional de Académicos Woodrow Wilson y John Campbell del Consejo de Relaciones Exteriores expresaron su preocupación de que Chad pudiera reducir su Defensa y cooperación antiterrorista con Estados Unidos en respuesta. El 10 de abril de 2018, el gobierno de los Estados Unidos emitió una proclamación que levantaba las restricciones de viaje en Chad.

## Educación
El American International School of N'Djamena está en la capital de Chad.